# أبو جعفر محمد الباوندي
أبو جعفر محمد (الفارسية: ابو جعفر محمد)، كان حاكم الدولة الباوندية من تاريخ غير معروف حتى القبض عليه وهزيمته على يد الكاكوييين في عام 1027 م.

## الخلفية
في عام 1006 م، وضع الحاكم الزياري قابوس (حكم 977-981 و997-1012 م). حدًّا للباونديين، ومع ذلك، استمر العديد من الأمراء الباونديين في الحكم في أجزاء محلية صغيرة من مازندران. يُذكر أبو جعفر، وهو ابن لأحد الفاندرين، كحاكم لسلالة الباونديين. لا يُعرف ما إذا كان أبو جعفر خليفة المرزبان أم لا. كان أبو جعفر، خلال فترة حكمه، تابعًا للحاكم البويهي مجد الدولة (حكم 997-1029 م)، الذي كان هو نفسه له صلات باوندية من خلال والدته السيدة شيرين خاتون.

## فترة الحُكم
ادّعى ابن فولاذ وهو ضابط عسكري ديلمي قزوين لنفسه، فثار على مجد الدولة في عام 1016 م. ومع ذلك، رفض مجد الدولة أن يجعله حاكمًا على قزوين، مما جعل ابن فولاذ يهدده حول ريف عاصمته في الري. ثم طلب مجد الدولة المساعدة من أبي جعفر، الذي تمكن من هزيمة ابن فولاذ وصده عن الري. ثم طلب ابن فولاذ المساعدة من الحاكم الزياري منوشهر (حكم 1012-1031 م). وافق ابن فولاذ على أن يصبح تابعًا لمنوشهر مقابل مساعدته. في العام التالي، حاصر جيش مشترك من ابن فولاذ ومنوشهر الري، مما أجبر مجد الدولة على تعيين ابن فولاذ حاكمًا على أصفهان.
في عام 1023 م، ثار الحاكم الكاكوي محمد بن رستم دشمانزيار (حكم 1008-1041 م)، الذي كان من أصل باوندي، على البويهيين، واستولى على همدان من الحاكم البويهي سماء الدولة (حكم 1021-1023 م). قضى السنوات التالية في حماية مملكته من غزوات قوات أبي جعفر. بعد خمس سنوات، أرسل مجد الدولة جيشًا مشتركًا من البويهيين والباونديين بقيادة أبي جعفر وابنيه ضد محمد. ومع ذلك، تمكن محمد من تحقيق نصر كبير على جيش البويهيين والباونديين في نهاوند، وتمكن من أسر أبي جعفر مع ابنيه. توفي أبو جعفر بعد عام واحد في السجن، وبعد وفاته، اختفى الباونديون من المصادر، وتم ذكرهم لأول مرة لاحقًا في عام 1057 م في عهد الحاكم الباوندي قارين الثاني.

## برجميل رادكان
خلال فترة حكمه، أمر أبو جعفر ببناء ميل رادكان بالقرب من جرجان، حيث دُفن لاحقًا. اكتمل بناء البرج بين 7 أيلول و5 تشرين الأول من عام 1016 م الموافق لشهر ربيع الآخر من 407 هـ، وقد كُتبت عدة نقوش على المدخل، باللغتين العربية والبهلوية (الفارسية الوسطى)، تنص على:
بسم الله الرحمن الرحيم. هذا قصر الأمير، السيد الجليل، أبو جعفر محمد بن فاندرين باوند، مولى أمير المؤمنين. [أمر به] في شهر ربيع الآخر من سنة سبع وأربعمائة [7 أيلول - 5 تشرين الأول 1006].
ويوجد نقش آخر ينص على ما يلي:
بسم الله الرحمن الرحيم. أمر الأصبهبذ أبو جعفر محمد بن فاندرين باوند، مولى أمير المؤمنين، أكرمه الله بالمغفرة والرضوان والجنة، بالشروع في بناء هذا المقام في أيام حياته سنة سبع وأربعين [1016-1017 م]. وانتهى بناؤه سنة إحدى عشرة وأربعمائة من هجرة النبي الأكرم. [1020-1021 م].